# Chanteraine (affluent de l'Ouanne)
Pour les articles homonymes, voir Chanteraine (rivière).
La Chanteraine est une rivière de l'Yonne et du Loiret et un affluent de l'Ouanne, donc un sous-affluent de la Seine par le Loing.

## Géographie
La longueur de son cours d'eau est de 8,8 km.
Elle prend sa source dans la forêt de La Ferté-Loupière, et se jette en rive droite dans l'Ouanne à Douchy

### Communes traversées
Dans l'Yonne ;
(La Ferté-Loupière ~ Prunoy) ~ Villefranche ~ Dicy
Dans le Loiret ;
Douchy

## Site touristique
Les sources minérales des Echarlis à Villefranche